# Шишутино
Шишутино — деревня в Великолукском районе Псковской области России. Входит в состав сельского поселения «Пореченская волость».
Расположена в 33 км к югу от райцентра Великие Луки и в 5 км к северо-востоку от волостного центра Поречье.

## Население
Численность населения деревни по состоянию на 2000 год составляла 1 житель, на 2010 год — 2 жителей.